# محوطه اسب دیل
محوطه اسب دیل مربوط به سده‌های اولیه دوران‌های تاریخی پس از اسلام است و در شهرستان سیاهکل، بخش دیلمان، دهستان پیرکوه، جنوب روستای کمنی واقع شده و این اثر در تاریخ ۷ اسفند ۱۳۸۶ با شمارهٔ ثبت ۲۱۵۳۱ به‌عنوان یکی از آثار ملی ایران به ثبت رسیده‌است.